# Deacon Blues
Singles de Steely Dan
Peg
(1977) FM (No Static at All)
(1978)
Deacon Blues est une chanson de Steely Dan écrite par Walter Becker et Donald Fagen publiée sur leur album de 1977 Aja.

## Composition
Donald Fagen déclare à propos des premières lignes et du thème de la chanson :

« Le concept de l'expanding man qui ouvre la chanson peut avoir été inspiré par L'Homme démoli d'Alfred Bester. Walter et moi étions de grands fans de science-fiction. Le gars dans la chanson s'imagine grimper les niveaux de l'évolution, élargir son esprit [...] et ses options dans la vie. »

La chanson a été en grande partie écrite dans la maison de Donald Fagen à Malibu et a été inspirée par son observation que « si une équipe de football universitaire comme celle de l'Université de l'Alabama pouvait avoir un nom grandiose comme Crimson Tide, les nerds et les perdants devraient avoir droit à un nom grandiose eux aussi ». Pour Donald Fagen, le personnage de la chanson est quelque peu « autobiographique en ce sens qu'il reflétait les rêves [de Fagen et Becker] de devenir des musiciens de jazz tout en vivant... en banlieue ». La chanson évoque « un rêve brisé d'un homme brisé vivant une vie brisée ». Dans ses mémoires de 2013 Eminent Hipsters, Fagen crédite Norman Mailer comme source d'inspiration pour le personnage :

« [ça] jouait avec le cliché du musicien de jazz antihéros. C'était une sorte de dérivé d'un vieille œuvre de Norman Mailer, The White Negro, sans parler de nos vies à ce moment-là... L'enfant blanc isolé de banlieue qui pense que si il apprend à jouer du bebop, il se débarrassera des chaînes de la répression et vivra la vraie vie, libérant les graines sauvages de l'art et de la passion, etc., »

Concernant le titre de la chanson, Donald Fagen dit qu'elle a été inspirée par le joueur de football américain Deacon Jones, car ils aimaient le son de son nom : « il y avait aussi deux syllabes, ce qui était pratique, comme Crimson ».

## Enregistrement
La chanson a été enregistrée au Village Recorders à West Los Angeles. Après l'enregistrement de la chanson, Becker et Fagen décident d'ajouter un solo de saxophone. Ils demandent à leur producteur Gary Katz que Pete Christlieb l'enregistre. Ils ne connaissaient Christlieb seulement par sa réputation de musicien dans The Tonight Show de Johnny Carson.

« Ils m'ont demandé de jouer ce que je sentais. Hé, je suis un musicien de jazz... Alors j'ai enregistré mon premier solo... On l'a écouté et ils ont dit que c'était super. J'ai enregistré une deuxième prise et c'est celle qu'ils ont utilisé. C'était terminé en une demi-heure. La suite c'est que je m'entends dans tous les aéroports du monde,. »

Au sujet de la composition de la chanson, Fagen déclare plus tard : « une chose que nous avons bien faite sur Deacon Blues et sur tous nos disques : nous n'avons jamais essayé de nous adapter au marché de masse. Nous avons travaillé pour nous-mêmes et le faisons toujours ».

## Accueil
Deacon Blues est sorti sur l'album Aja en 1977, qui atteint la troisième place du Billboard, une position qu'il a occupé pendant sept semaines consécutives. La chanson est le cinquième succès du duo dans le Top 20 du Billboard Hot 100 aux États-Unis, où elle a culminé à la 19e place en 1978. Deacon Blues est resté dans le Top 40 pendant huit semaines. 
Billboard a particulièrement loué le jeu de saxophone « exceptionnel », Cash Box a fait l'éloge de la production, des « licks de guitare jazzy», du chant principal et des « touches de clavier savoureuses ». Le critique de The Village Voice, Robert Christgau, a écrit que « Deacon Blues est l'une de leurs chansons les plus fortes ».
Dans une interview en 1994, Becker déclare : « je me souviens de la nuit où nous avons mixé celle-là en pensant que c'était vraiment bon et en voulant l'entendre encore et encore, ce qui n'est jamais le cas ». Le critique musical Marc Myers écrit : « sur le thème de la crise de milieu de vie, Deacon Blues de Steely Dan se classe parmi les plus mélodiques et existentielles ».

## Personnel
- Walter Becker - basse
- Donald Fagen - synthétiseur, chant
- Larry Carlton - guitare électrique
- Dean Parks - guitare acoustique
- Pete Christlieb - saxophone
- Victor Feldman - piano électrique
- Bernard « Pretty » Purdie - batterie
- Tom Scott - arrangements
- Venetta Fields - chant
- Clydie King - chant
- Sherlie Matthews - chant